# Cathédrale Saint-Antonin de Palencia
Cette  cathédrale n’est pas la seule cathédrale Saint-Antonin.
La cathédrale Saint-Antonin (en espagnol : Catedral de San Antolín) se trouve dans la ville espagnole de Palencia, dans la communauté autonome de Castille-et-León. Dédiée à saint Antonin, elle est le siège du diocèse de Palencia de l’Église catholique. Elle est avant tout de style gothique, avec des ajouts postérieurs Renaissance, baroques et plateresques.
En Espagne on l'appelle populairement la Bella Desconocida (« la Belle Méconnue ») du fait de son manque de notoriété dans le pays, bien qu'il s'agisse d'un édifice de pur style gothique dont l'extérieur est certes très austère, mais qui recèle à l'intérieur une belle quantité d'œuvres d'art de grande qualité et de grande valeur.

## Description générale

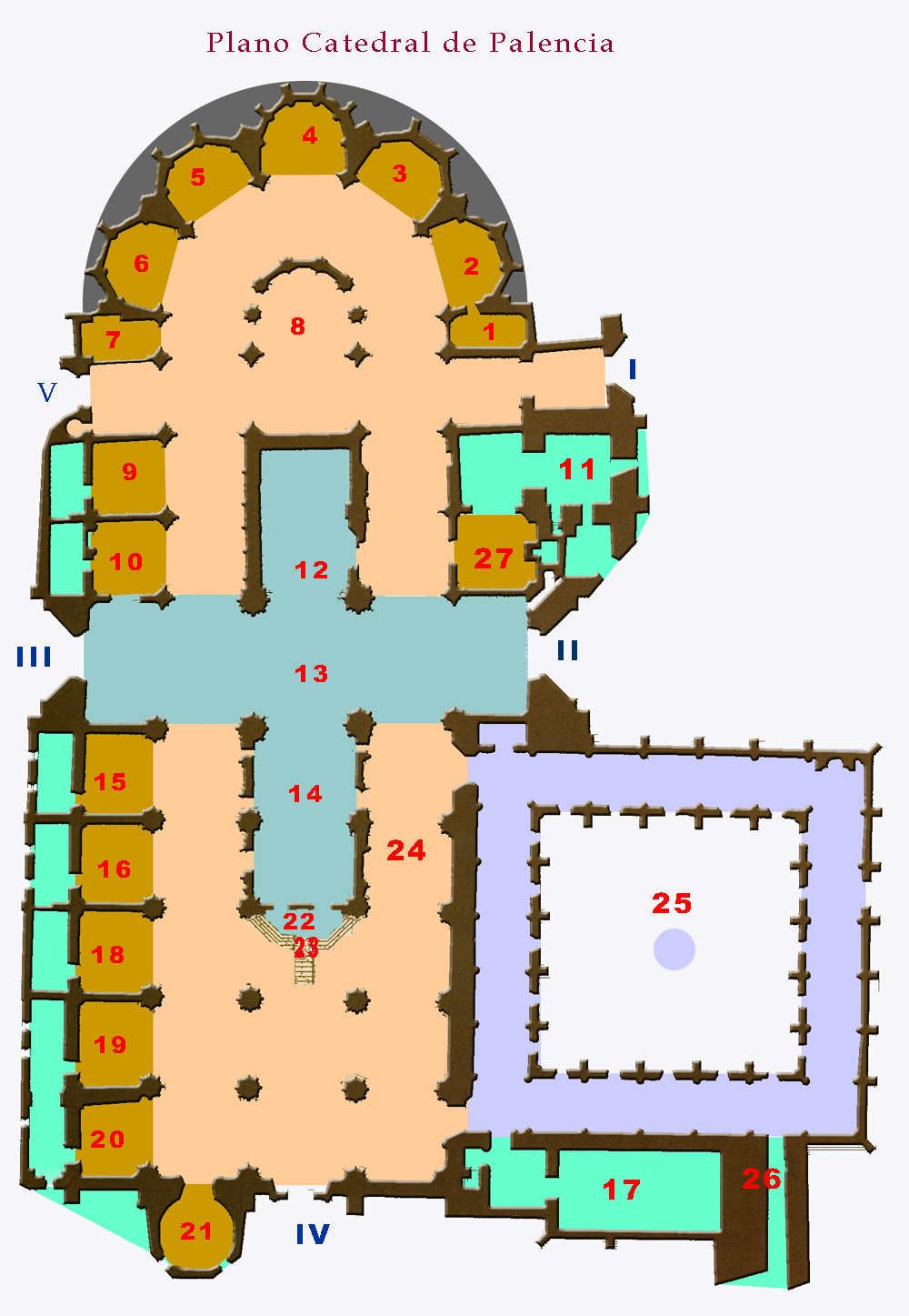
Plan de la cathédrale. À gauche en vert on peut voir les espaces correspondant aux sacristies des chapelles. Le centre est configuré en parfaite croix grecque. On peut remarquer les deux transepts et les cinq portails.

Avec plus de 130 mètres de long, elle apparaît comme une des plus grandes cathédrales d'Espagne. Elle atteint 42 mètres de hauteur et sa largeur est de plus de 50 mètres au transept, à quoi il faut ajouter les dimensions du cloître et de la salle capitulaire. Ce qui lui manque est une façade principale proprement dite ; elle apparaît donc sobre et sans grandes ornementations architecturales, fait qui ne reflète pas la grande beauté de son intérieur, où l'on peut admirer plus de vingt chapelles d'un grand intérêt artistique et historique. 
De précieuses œuvres d’art y sont conservées, à l'instar du monumental retable du maître-autel (début du XVIe siècle), qui alterne sculptures de Felipe Bigarny et tableaux de Juan de Flandes. Derrière le maître-autel, se tient la chapelle del Sagrario, d’un gothique exubérant. Le triptyque central est un chef-d’œuvre de l’art flamand, peint par Jan Joest de Calcar en 1505. À côté du déambulatoire, un escalier plateresque mène à la crypte wisigotique.
La crypte de la cathédrale de Palencia contient les vestiges archéologiques de deux périodes : romane et wisigothique. Devant le temple préroman, se trouve l'ancienne chapelle wisigothique du milieu du VIIe siècle, construite sous le règne de Wamba pour conserver les restes du martyr San Antolín (Antonin de Pamiers), un noble gaulois wisigoth, amené de Narbonne en Hispanie en 672 ou 673 par Wamba lui-même. Ce sont les seuls vestiges de la cathédrale wisigothique de Palencia.
À droite de la nef, le long du chœur, se trouve un retable en pierre de style plateresque attribué à Diego de Siloé.

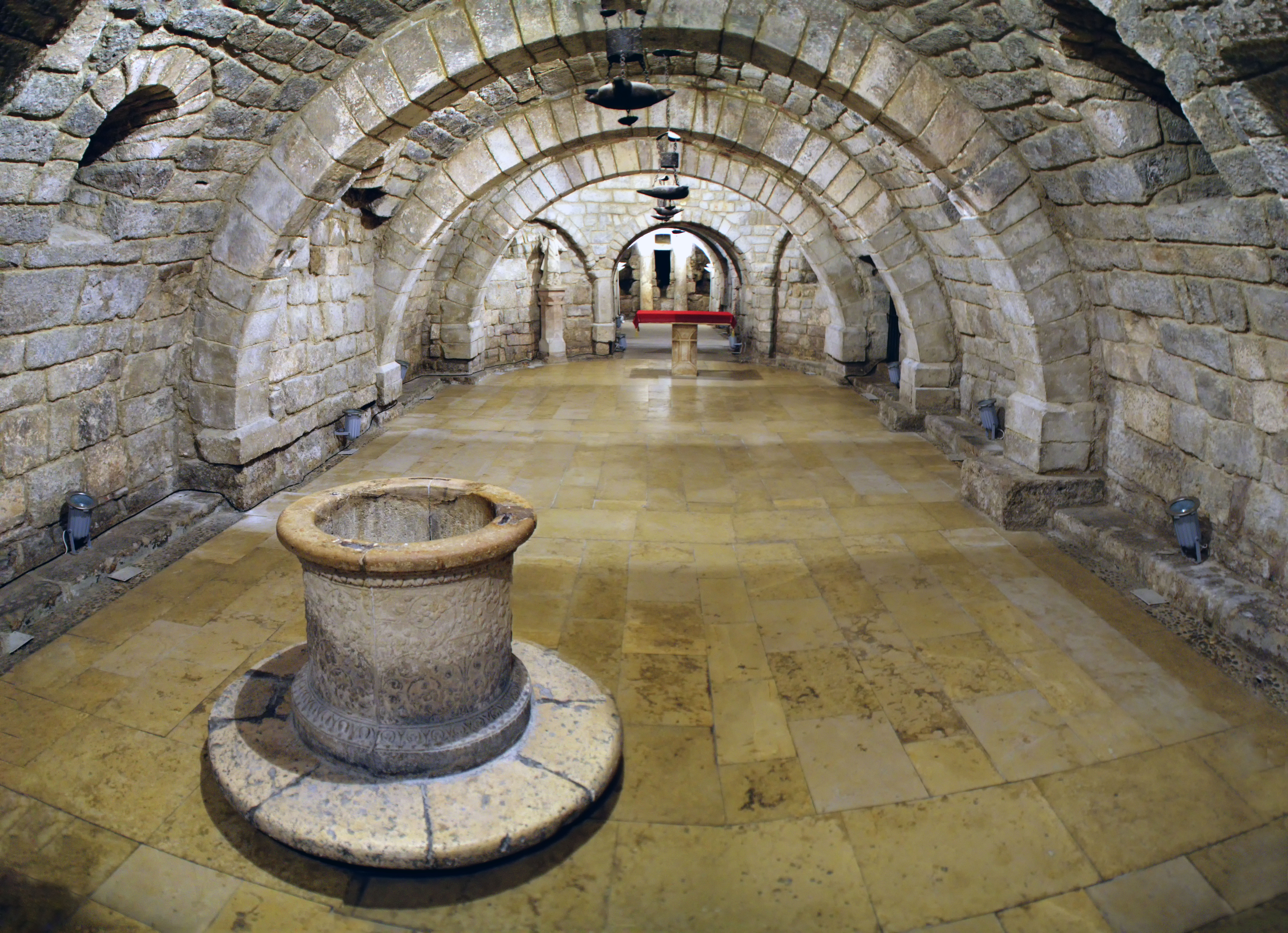
Crypte wisigothique de la cathédrale.

Bien que la construction de la cathédrale gothique ait duré du XIVe au XVIe siècle, en réalité ce qui est aujourd'hui la cathédrale a mis quatorze siècles à être édifié. Tout commença en effet avec la construction de la crypte de Saint Antonin qui date du VIIe siècle, et aujourd'hui ce grand sanctuaire n'est toujours pas achevé.
Le clocher de l'édifice, située du côté sud, frappe par son manque de décoration. Des études récentes et des excavations ont montré que ce fut dans le passé une tour à caractère militaire. Une fois cette fonction devenue inutile, on se contenta d'y ajouter des pinacles qui constituèrent les seuls ornements. 

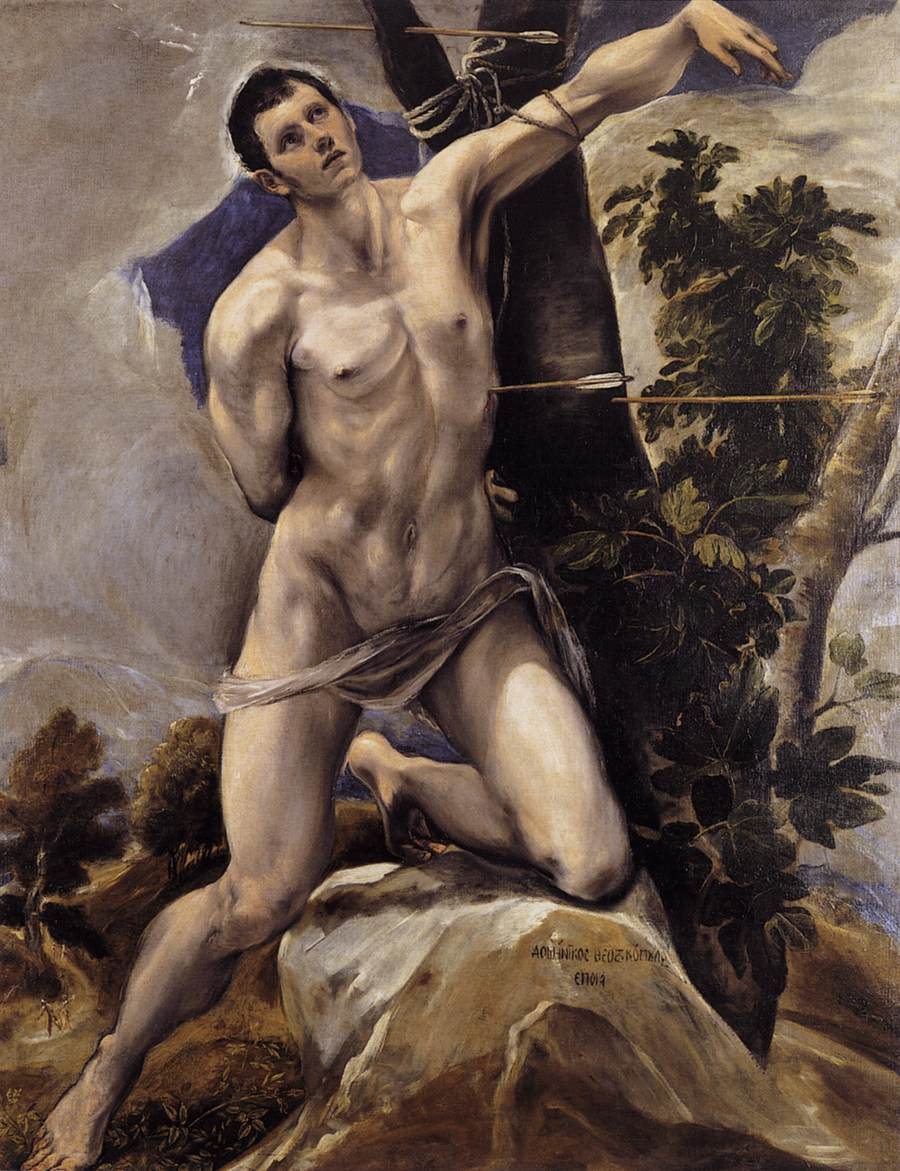
Le Martyre de Saint Sébastien (1591)

Le plan de l'édifice est en forme de croix latine et a la particularité d'avoir un transept doublé d'un « faux transept ». La cathédrale possède ainsi cinq portes. Cela est dû au fait que le transept primitif fut jugé trop petit et fut complété par le transept actuel.
Dans la salle capitulaire se trouve l'importante collection du musée cathédral. Celui-ci recèle une œuvre magistrale : Le Martyre de Saint Sébastien du Greco. On y trouve en outre d'autres trésors, telle une grande collection de tapisseries flamandes d'époque Renaissance.

## Protection
La cathédrale fait l’objet d’un classement en Espagne au titre de bien d'intérêt culturel depuis le 2 novembre 1929.

## Galerie

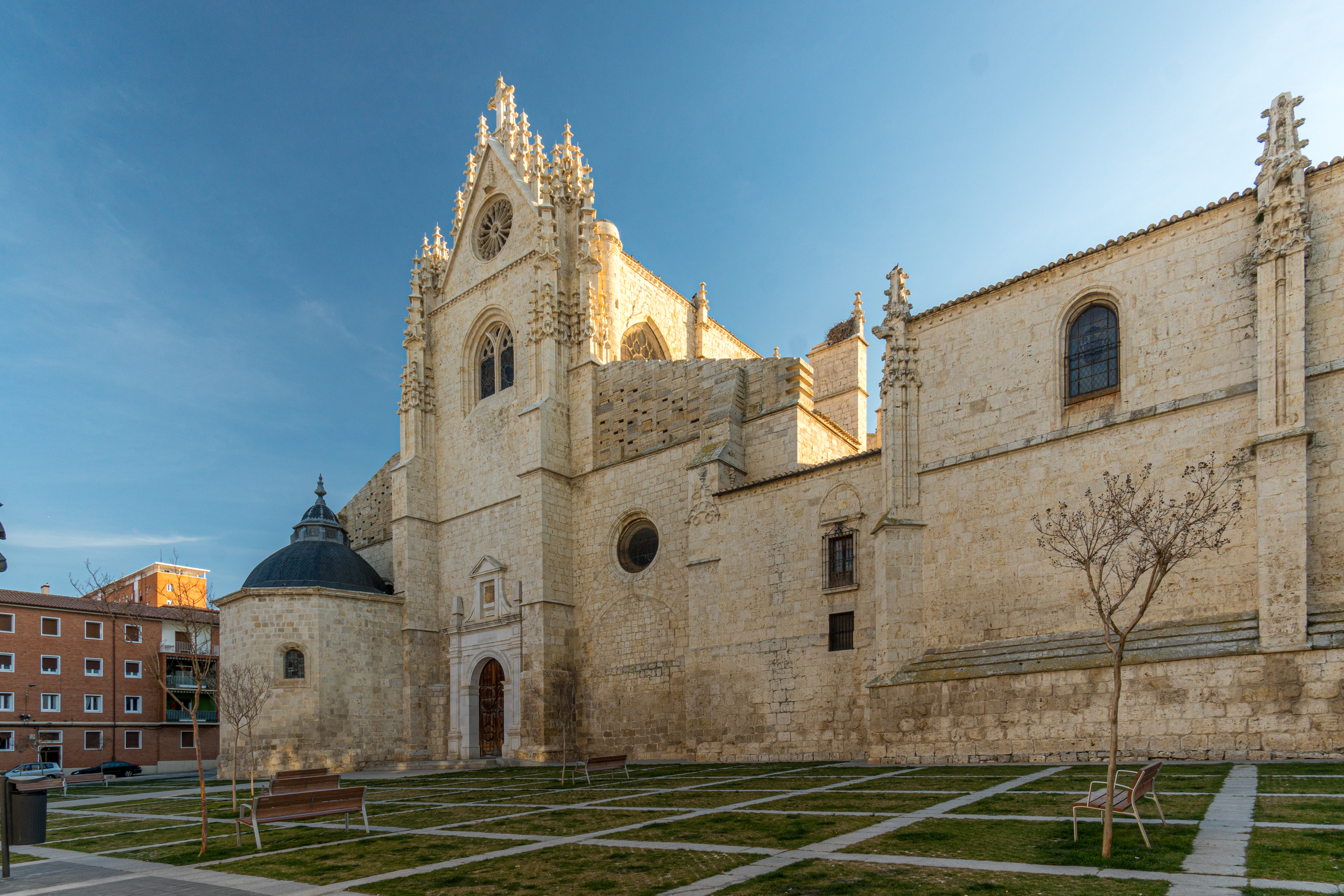
La façade ouest de la cathédrale.
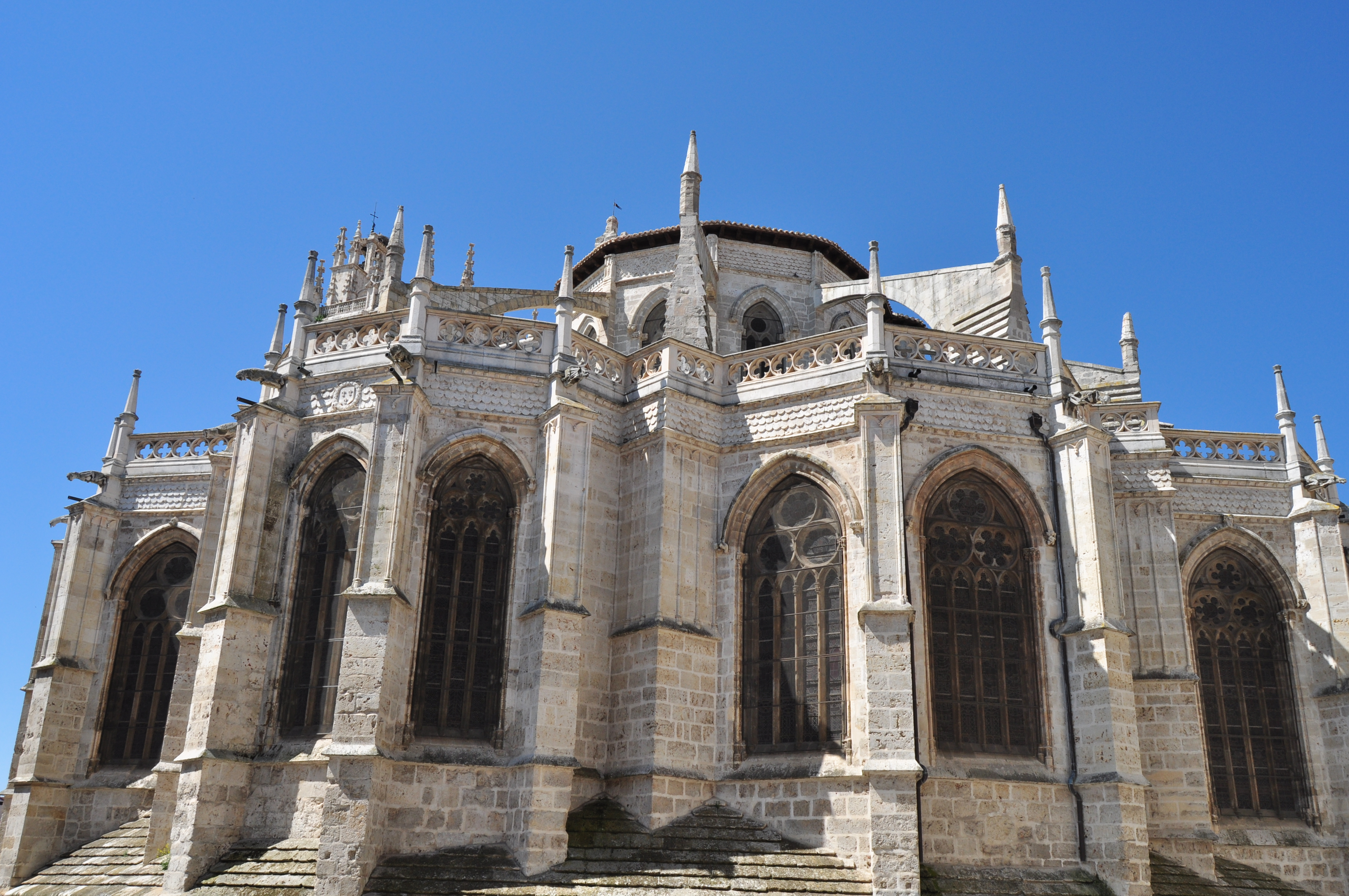
L'abside.
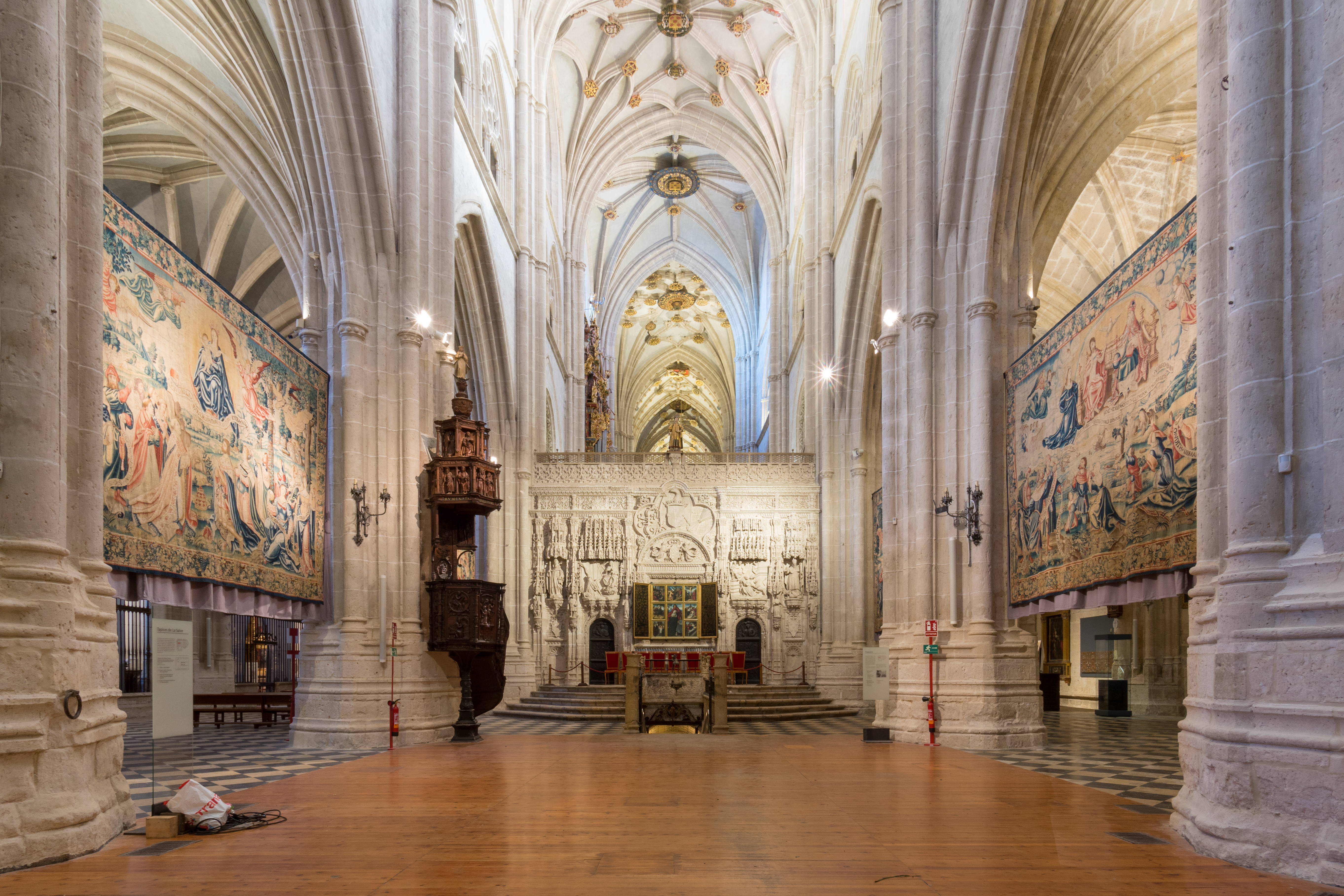
La nef.
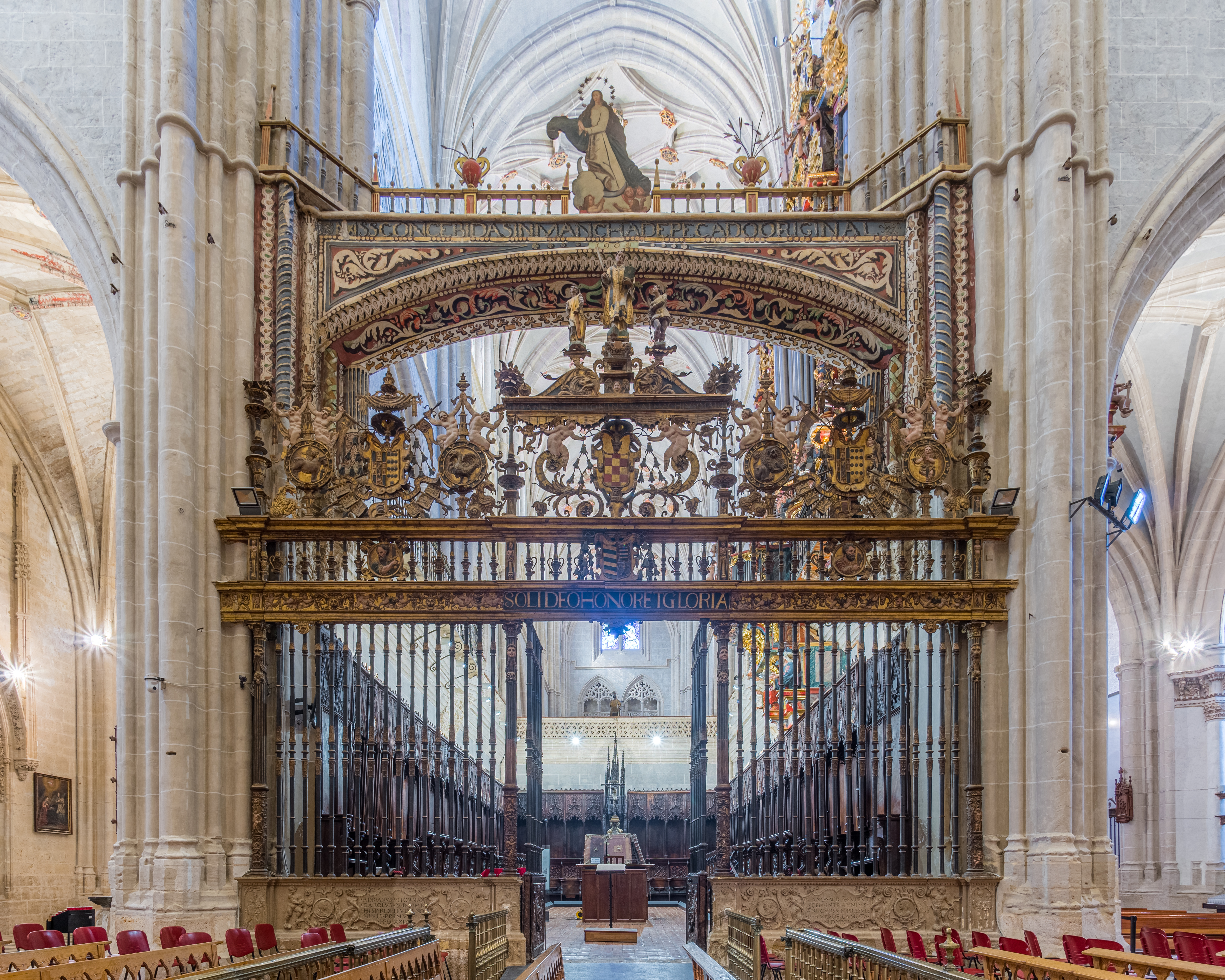
Le chœur.
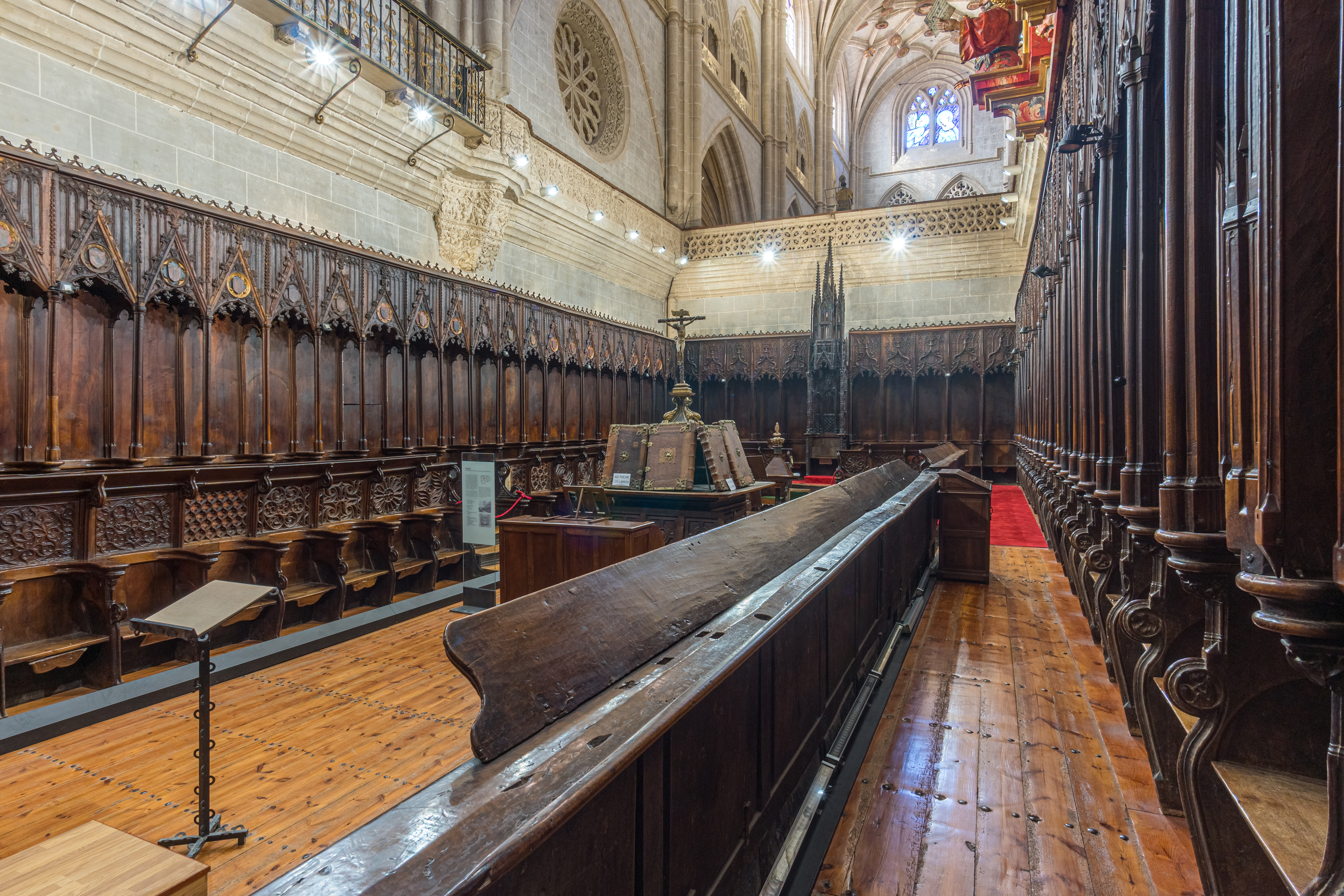
Les stalles du chœur.